# Tomás Hervás
Tomás Alberto Hervás Girón (Ponferrada, León, España, 25 de noviembre de 1970), conocido como Tomás, es un exfutbolista y entrenador español que ejerce como segundo entrenador del Real Sporting de Gijón.

## Trayectoria

### Como jugador
Formado en la Escuela de fútbol de Mareo, debutó con el primer equipo del Real Sporting de Gijón en la temporada 1991-92 y permaneció en el club hasta el descenso sportinguista a Segunda División en la campaña 1997-98. En 1998, firmó un contrato por tres temporadas con el R. C. Celta de Vigo, equipo con el que llegó a disputar la Copa de la UEFA. En 2001, fichó por el Sevilla F. C. y, en 2003, por la U. D. Las Palmas, de la Segunda División, donde jugó durante dos temporadas. Posteriormente, se incorporó al A. D. Universidad de Oviedo, de Tercera División, donde abandonó la práctica del fútbol en 2007.

### Como entrenador
Dirigió al equipo juvenil de La Fresneda Club de Fútbol y al equipo cadete del Real Sporting de Gijón antes de incorporarse como segundo entrenador del Real Sporting de Gijón "B", en 2011, y al primer equipo rojiblanco, en 2012. Tras la destitución de Manolo Sánchez Murias tuvo una etapa en la secretaría técnica del club. En la temporada 2013-14 dirigió al Sporting "B" en el último partido de la Liga de Segunda División B frente al Burgos C. F. y, el 16 de junio de 2014, fue confirmado como entrenador del equipo para la siguiente campaña. El 6 de abril de 2016 fue destituido del cargo.

## Clubes

### Como jugador
| Club                        | País   | Año       |
| --------------------------- | ------ | --------- |
| Sporting Atlético           | España | 1989-1992 |
| Real Sporting de Gijón      | España | 1992-1998 |
| R. C. Celta de Vigo         | España | 1998-2001 |
| Sevilla F. C.               | España | 2001-2003 |
| U. D. Las Palmas            | España | 2003-2005 |
| A. D. Universidad de Oviedo | España | 2005-2007 |

### Como entrenador
| Club                       | País   | Año       |
| -------------------------- | ------ | --------- |
| Real Sporting de Gijón "B" | España | 2014-2016 |

## Palmarés

### Copas internacionales
| Título         | Club                | País                                  | Año  |
| -------------- | ------------------- | ------------------------------------- | ---- |
| Copa Intertoto | R. C. Celta de Vigo | Vigo (España) San Petersburgo (Rusia) | 2000 |